# Рогожарски Р-100
Rogožarski R-100 (Рогожарски Р-100) — югославский одномоторный одноместный учебно-тренировочный истребитель моноплан с парасолью, спроектированный в 1938 году на заводе Рогожарски в Белграде.

## Проектирование и разработка
В 1938 году на заводе Рогожарски был спроектирован моноплан Rogožarski R-100, учебно-тренировочный самолёт-истребитель с открытой кабиной. Он был разработан командой конструкторов под руководством профессора Симы Милутиновича.
В меж военный период, начиная с 1939 года, самолёт выпускался заводом Рогожарски. В данный период было построено около 26 Rogožarski R-100 для Королевских ВВС Югославии. Во время войны 11 самолётов из числа произведённых перешли в ВВС Хорватии, и использовались в последующем в качестве штурмовиков. Один самолёт попал в руки итальянцев и был включён в Королевские ВВС Италии (Regia Aeronautica).

## Описание конструкции
Rogožarski R-100 представлял собой одномоторный одноместный моноплан-парасоль с открытой кабиной.
Фюзеляж самолёта представлял собой деревянную конструкцию монокок. Крылья самолёта имели деревянный каркас, обтянутый брезентом. Они имели слегка стреловидную форму и устанавливались над фюзеляжем, с помощью крепёжных стоек, прикреплённых к нижней части фюзеляжа, и центральной V-образной стойкой к кабине. Элероны крыла представляли собой металлические конструкции, обтянутые брезентом.
Rogožarski R-100 оснащался 7-цилиндровым радиальным двигателем IAM K7 мощностью 420 л. с. (313 КВт.), который являлся лицензионной версией двигателя Gnome-Rhône 7K. Конструкция двигателя включала в себя обтекатель NACA («Капот NACA»). Носовая часть фюзеляжа от двигателя до топливного бака покрывалась металлом.
Шасси было неподвижным разделённого типа с амортизаторами. Шасси крепились на стойки, которые соединялись с фюзеляжем стальными креплениями таким образом, что колесо оставалось в вертикальным положении при отклонениях, обеспечивая при этом широкую колею. Также конструкция самолёта предполагала управляемое хвостовое колесо.

## История эксплуатации
Первый испытательный полет Rogožarski R-100 состоялся в 1938 году, пилотировал самолёт Милош Гагич. Первая серийная партия из 15 самолётов была поставлена в ВВС Югославии в течение 1939 года. Первые самолёты серии были немедленно направлены в Ниш для обучения пилотов истребителей. Ещё партия из 10 самолётов, снабжённая пулемётами Darne калибра 7,7 мм. и фотоаппаратами, была выпущена в течение 1939-1940 года. Данная версия самолеёа была разработана в Бела-Цркве. Самолёты широко применялись в довоенный период для подготовки пилотов к военным действиям.
Во время итало-германского вторжения в Югославию в апреле 1941 года итальянцы захватили один Rogožarski R-100, немцами были захвачены ещё 11, остальные же самолёты были уничтожены. Немцы передали трофейные самолёты союзным ВВС Хорватии, которые использовали их для учений вплоть до конца войны.
В начальный период Rogožarski R-100 использовался просто как учебный самолёт. Позже их начали оснащать креплениями для 90 или 100-килограммовой бомбы. Несколько самолётов патрулировали окраины Загреба для отражения атак партизанской авиации. Последний боевой вылет самолёта Rogožarski R-100 состоялся 26 апреля 1945 года. После войны осталось всего четыре боеспособных самолёта. Два самолёта были переданы[кем?] партизанам в конце войны, а два были захвачены[кем?] на аэродроме Лучко близ Загреба. Все четыре вошли в ВВС Югославии после её освобождения. Два самолёта вписали в 111 и 112 боевые полки. Третий числился в Авиационно-техническом центре, а четвёртый использовался командиром 4-й бомбардировочной дивизии. Самолёты служили вплоть до 1950-х годов, после чего были окончательно выведены из эксплуатации. Известно об одном сохранившемся экземпляре. Он выставлен как экспонат в Музее Воздухоплавания имени Николы Теслы в Белграде.

## Характеристики

#### Основные характеристики
- Экипаж: 1 чел.;
- Длина: 7,35 м.;
- Размах крыльев: 10,20 м.;
- Высота: 3,00 м.;
- Масса:: 1024 кг.;
- Лётная масса: 1326 кг.;
- Силовая установка: 1 × 7-цилиндровый радиальный двигатель Gnome-Rhône 7K, 420 л. с. (313 КВт.).

#### Лётные характеристики
- Максимальная скорость: 260 км/ч;
- Дальность полёта: 473 км.;
- Максимальная высота полёта: 7750 м.;
- Скороподъёмность: 5,42 м/с.

#### Вооружение
- Пулемёты: 1 х 7,7 мм. Darne;
- Бомбы: 1 х 100 кг.

## Операторы
- Королевство Югославия (до 1941 года) — серийный выпуск 26 самолётов;
- Хорватия — захвачены 11 самолётов;
- Италия — один захваченный экземпляр входил в Королевские ВВС Италии;
- Югославия — четыре самолёта. Списаны. Один хранится в Музее Воздухоплавания в Белграде.